# Llista d'asteroides/138101-138200
| Nom      | Designació provisional | Data de descobriment | Lloc de descobriment | Descobridor/s               |
| -------- | ---------------------- | -------------------- | -------------------- | --------------------------- |
| 138101 - | 2000 DM86              | 29 de febrer de 2000 | Socorro              | LINEAR                      |
| 138102 - | 2000 DE90              | 27 de febrer de 2000 | Kitt Peak            | Spacewatch                  |
| 138103 - | 2000 DK90              | 27 de febrer de 2000 | Kitt Peak            | Spacewatch                  |
| 138104 - | 2000 DQ92              | 27 de febrer de 2000 | Kitt Peak            | Spacewatch                  |
| 138105 - | 2000 DS93              | 28 de febrer de 2000 | Socorro              | LINEAR                      |
| 138106 - | 2000 DB96              | 29 de febrer de 2000 | Socorro              | LINEAR                      |
| 138107 - | 2000 DL96              | 29 de febrer de 2000 | Socorro              | LINEAR                      |
| 138108 - | 2000 DC102             | 29 de febrer de 2000 | Socorro              | LINEAR                      |
| 138109 - | 2000 DD102             | 29 de febrer de 2000 | Socorro              | LINEAR                      |
| 138110 - | 2000 DW102             | 29 de febrer de 2000 | Socorro              | LINEAR                      |
| 138111 - | 2000 DO106             | 29 de febrer de 2000 | Socorro              | LINEAR                      |
| 138112 - | 2000 DB107             | 29 de febrer de 2000 | Socorro              | LINEAR                      |
| 138113 - | 2000 DR110             | 27 de febrer de 2000 | Fair Oaks Ranch      | J. V. McClusky              |
| 138114 - | 2000 DK115             | 27 de febrer de 2000 | Catalina             | CSS                         |
| 138115 - | 2000 DV116             | 26 de febrer de 2000 | Kitt Peak            | Spacewatch                  |
| 138116 - | 2000 EZ                | Socorro              | LINEAR               |                             |
| 138117 - | 2000 EJ2               | 3 de març de 2000    | Socorro              | LINEAR                      |
| 138118 - | 2000 EA4               | 1 de març de 2000    | Tebbutt              | F. B. Zoltowski             |
| 138119 - | 2000 EO4               | 2 de març de 2000    | Kitt Peak            | Spacewatch                  |
| 138120 - | 2000 ED5               | 2 de març de 2000    | Kitt Peak            | Spacewatch                  |
| 138121 - | 2000 EK8               | 3 de març de 2000    | Socorro              | LINEAR                      |
| 138122 - | 2000 ER10              | 4 de març de 2000    | Socorro              | LINEAR                      |
| 138123 - | 2000 ES10              | 4 de març de 2000    | Socorro              | LINEAR                      |
| 138124 - | 2000 EG11              | 4 de març de 2000    | Socorro              | LINEAR                      |
| 138125 - | 2000 EE12              | 4 de març de 2000    | Socorro              | LINEAR                      |
| 138126 - | 2000 EC13              | 4 de març de 2000    | Socorro              | LINEAR                      |
| 138127 - | 2000 EE14              | 4 de març de 2000    | Socorro              | LINEAR                      |
| 138128 - | 2000 ES14              | 3 de març de 2000    | Socorro              | LINEAR                      |
| 138129 - | 2000 EH17              | 3 de març de 2000    | Socorro              | LINEAR                      |
| 138130 - | 2000 EO18              | 5 de març de 2000    | Socorro              | LINEAR                      |
| 138131 - | 2000 ES20              | 3 de març de 2000    | Catalina             | CSS                         |
| 138132 - | 2000 EZ20              | 3 de març de 2000    | Catalina             | CSS                         |
| 138133 - | 2000 EY21              | 5 de març de 2000    | Socorro              | LINEAR                      |
| 138134 - | 2000 ET22              | 3 de març de 2000    | Kitt Peak            | Spacewatch                  |
| 138135 - | 2000 EV24              | 8 de març de 2000    | Kitt Peak            | Spacewatch                  |
| 138136 - | 2000 EE29              | 4 de març de 2000    | Socorro              | LINEAR                      |
| 138137 - | 2000 EW31              | 5 de març de 2000    | Socorro              | LINEAR                      |
| 138138 - | 2000 EQ32              | 5 de març de 2000    | Socorro              | LINEAR                      |
| 138139 - | 2000 EV43              | 8 de març de 2000    | Socorro              | LINEAR                      |
| 138140 - | 2000 EZ43              | 8 de març de 2000    | Socorro              | LINEAR                      |
| 138141 - | 2000 EV45              | 9 de març de 2000    | Socorro              | LINEAR                      |
| 138142 - | 2000 EE50              | 9 de març de 2000    | Tebbutt              | F. B. Zoltowski             |
| 138143 - | 2000 EL54              | 9 de març de 2000    | Kitt Peak            | Spacewatch                  |
| 138144 - | 2000 EH56              | 8 de març de 2000    | Socorro              | LINEAR                      |
| 138145 - | 2000 EO59              | 10 de març de 2000   | Socorro              | LINEAR                      |
| 138146 - | 2000 EW60              | 10 de març de 2000   | Socorro              | LINEAR                      |
| 138147 - | 2000 ER61              | 10 de març de 2000   | Socorro              | LINEAR                      |
| 138148 - | 2000 EJ63              | 10 de març de 2000   | Socorro              | LINEAR                      |
| 138149 - | 2000 EG64              | 10 de març de 2000   | Socorro              | LINEAR                      |
| 138150 - | 2000 EY64              | 10 de març de 2000   | Socorro              | LINEAR                      |
| 138151 - | 2000 EE66              | 10 de març de 2000   | Socorro              | LINEAR                      |
| 138152 - | 2000 EO68              | 10 de març de 2000   | Socorro              | LINEAR                      |
| 138153 - | 2000 EW68              | 10 de març de 2000   | Socorro              | LINEAR                      |
| 138154 - | 2000 EO69              | 10 de març de 2000   | Socorro              | LINEAR                      |
| 138155 - | 2000 ES70              | 6 de març de 2000    | Haleakala            | NEAT                        |
| 138156 - | 2000 EE73              | 10 de març de 2000   | Kitt Peak            | Spacewatch                  |
| 138157 - | 2000 EJ77              | 5 de març de 2000    | Socorro              | LINEAR                      |
| 138158 - | 2000 ED82              | 5 de març de 2000    | Socorro              | LINEAR                      |
| 138159 - | 2000 EC85              | 8 de març de 2000    | Socorro              | LINEAR                      |
| 138160 - | 2000 ET87              | 8 de març de 2000    | Socorro              | LINEAR                      |
| 138161 - | 2000 EB88              | 9 de març de 2000    | Socorro              | LINEAR                      |
| 138162 - | 2000 EH88              | 9 de març de 2000    | Socorro              | LINEAR                      |
| 138163 - | 2000 EK93              | 9 de març de 2000    | Socorro              | LINEAR                      |
| 138164 - | 2000 EG96              | 11 de març de 2000   | Socorro              | LINEAR                      |
| 138165 - | 2000 EM96              | 12 de març de 2000   | Socorro              | LINEAR                      |
| 138166 - | 2000 ER97              | 10 de març de 2000   | Socorro              | LINEAR                      |
| 138167 - | 2000 EP99              | 12 de març de 2000   | Kitt Peak            | Spacewatch                  |
| 138168 - | 2000 EK100             | 12 de març de 2000   | Kitt Peak            | Spacewatch                  |
| 138169 - | 2000 EN100             | 12 de març de 2000   | Kitt Peak            | Spacewatch                  |
| 138170 - | 2000 EP100             | 12 de març de 2000   | Kitt Peak            | Spacewatch                  |
| 138171 - | 2000 EK102             | 14 de març de 2000   | Kitt Peak            | Spacewatch                  |
| 138172 - | 2000 EU102             | 14 de març de 2000   | Kitt Peak            | Spacewatch                  |
| 138173 - | 2000 ET103             | 12 de març de 2000   | Socorro              | LINEAR                      |
| 138174 - | 2000 EV103             | 13 de març de 2000   | Socorro              | LINEAR                      |
| 138175 - | 2000 EE104             | 11 de març de 2000   | Catalina             | CSS                         |
| 138176 - | 2000 EM105             | 11 de març de 2000   | Anderson Mesa        | LONEOS                      |
| 138177 - | 2000 EP105             | 11 de març de 2000   | Anderson Mesa        | LONEOS                      |
| 138178 - | 2000 EK106             | 11 de març de 2000   | Anderson Mesa        | LONEOS                      |
| 138179 - | 2000 EY107             | 8 de març de 2000    | Socorro              | LINEAR                      |
| 138180 - | 2000 EN110             | 8 de març de 2000    | Haleakala            | NEAT                        |
| 138181 - | 2000 ET110             | 8 de març de 2000    | Haleakala            | NEAT                        |
| 138182 - | 2000 EC111             | 8 de març de 2000    | Haleakala            | NEAT                        |
| 138183 - | 2000 EF112             | 9 de març de 2000    | Socorro              | LINEAR                      |
| 138184 - | 2000 EQ112             | 9 de març de 2000    | Socorro              | LINEAR                      |
| 138185 - | 2000 EK113             | 9 de març de 2000    | Kitt Peak            | Spacewatch                  |
| 138186 - | 2000 EB115             | 10 de març de 2000   | Kitt Peak            | Spacewatch                  |
| 138187 - | 2000 EJ115             | 10 de març de 2000   | Kitt Peak            | Spacewatch                  |
| 138188 - | 2000 EV115             | 10 de març de 2000   | Kitt Peak            | Spacewatch                  |
| 138189 - | 2000 EZ115             | 10 de març de 2000   | Kitt Peak            | Spacewatch                  |
| 138190 - | 2000 EK118             | 11 de març de 2000   | Anderson Mesa        | LONEOS                      |
| 138191 - | 2000 EH119             | 11 de març de 2000   | Anderson Mesa        | LONEOS                      |
| 138192 - | 2000 EA120             | 11 de març de 2000   | Anderson Mesa        | LONEOS                      |
| 138193 - | 2000 ER124             | 11 de març de 2000   | Anderson Mesa        | LONEOS                      |
| 138194 - | 2000 EA127             | 11 de març de 2000   | Anderson Mesa        | LONEOS                      |
| 138195 - | 2000 EG128             | 11 de març de 2000   | Anderson Mesa        | LONEOS                      |
| 138196 - | 2000 ES129             | 11 de març de 2000   | Anderson Mesa        | LONEOS                      |
| 138197 - | 2000 EG131             | 11 de març de 2000   | Socorro              | LINEAR                      |
| 138198 - | 2000 EV131             | 11 de març de 2000   | Anderson Mesa        | LONEOS                      |
| 138199 - | 2000 EJ132             | 11 de març de 2000   | Socorro              | LINEAR                      |
| 138200 - | 2000 EW137             | 10 de març de 2000   | Kvistaberg           | Uppsala-DLR Asteroid Survey |